# Porsche Lynn
Porsche Lynn, född Lauren Pokorny 14 februari 1962 i St. Johns, Michigan, är sedan 1985 aktör i pornografisk film. Då hon var sex år gammal mördade hennes far hennes mor och begick sedan självmord, varefter hon tillbringade tid i fosterhem, och sedermera adopterades av en släkting. Hon har medverkat i bland annat Temple of Lust.